# Семёновская площадь (Москва)

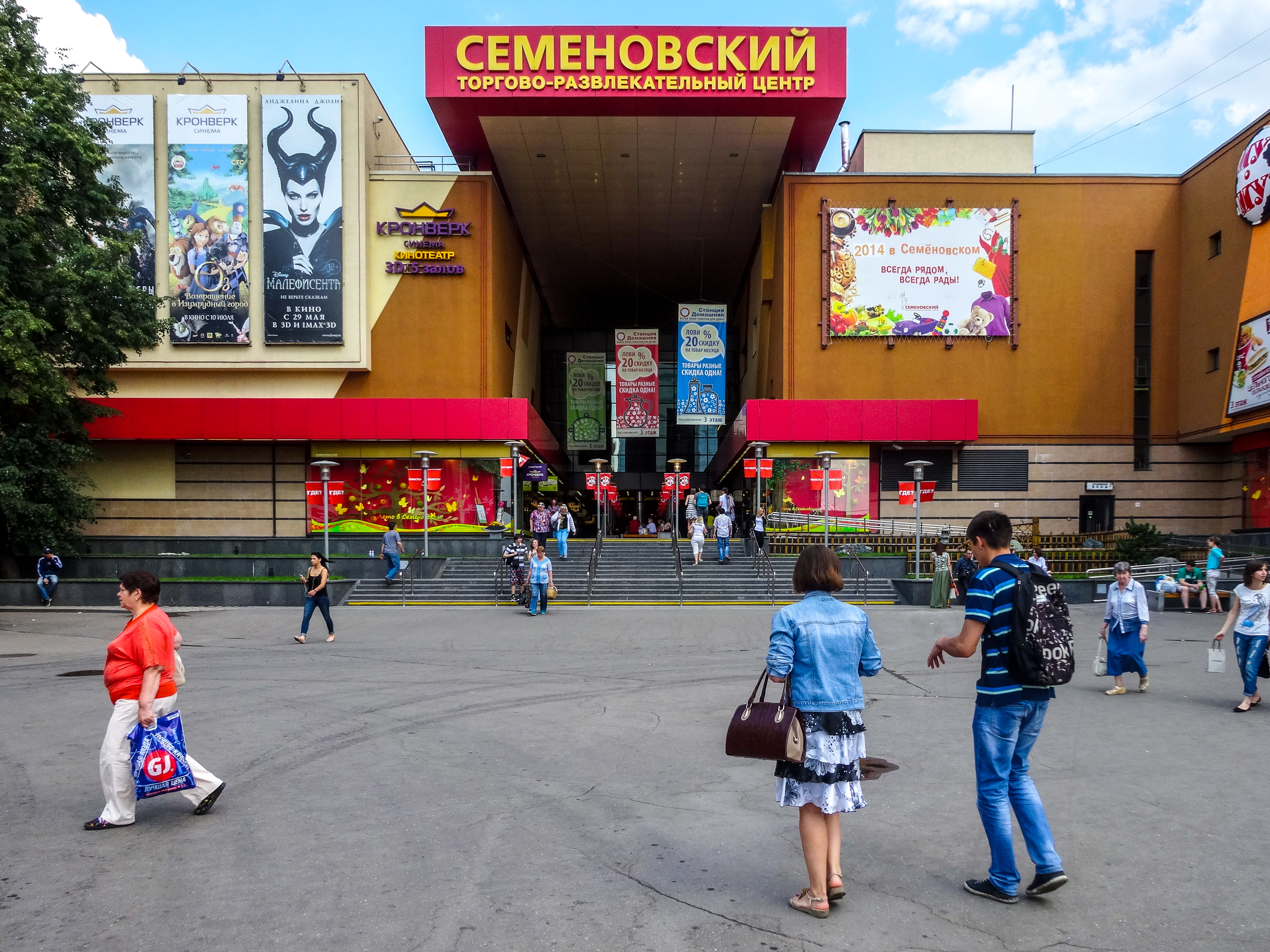
Вид на торговый центр «Семёновский» на Семёновской площади,
июль 2014

Семёновская пло́щадь — площадь, которая располагается между Щербаковской улицей, Семёновским переулком, Измайловской улицей и улицей Измайловский Вал, в Восточном административном округе города Москвы.

## Происхождение названия
Упоминается с XVIII века, площадь появилась в Семёновской солдатской слободе. В 1950 году была объединена с примыкавшей к ней площадью Семёновская Застава, которая до 1925 года была известна как Измайловская площадь.

## Примечательные здания и сооружения
По нечётной стороне:

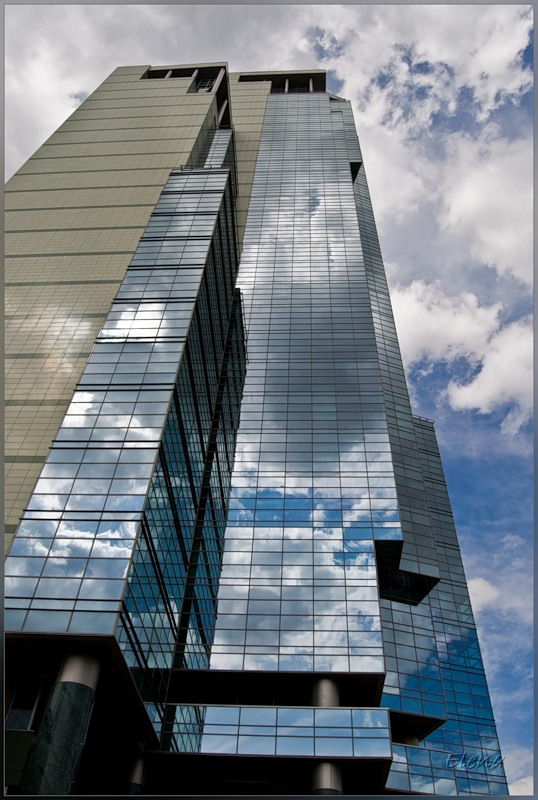
Бизнес-центр «Соколиная Гора»

- № 1 — Торгово-развлекательный центр «Семёновский». По величине торговой площади ТРЦ «Семёновский» — третий ТЦ в ВАО Москвы[1]. Он открылся в 1997 году как универмаг районного масштаба, однако в 2008 году был реконструирован, и в эксплуатацию были введены новые части здания. Тогда «Семёновский» перешёл в новый статус — статус торгово-развлекательного центра[2][3].
- № 1А — Бизнес-центр «Соколиная Гора»
- № 5 — Кинотеатр «Родина». Здание кинотеатра построено в 1934 году по проекту архитекторов Якова Корнфельда и Виктора Калмыкова в стиле постконструктивизма. В отличие от большинства зданий, построенных по подобным проектам (в Твери, Смоленске, Симферополе и других городах), кинотеатр не был перестроен в первые послевоенные годы и сохранил черты постконструктивизма в своём внешнем облике[4]:9. В 2020 году началась реставрация кинотеатра, в процессе которой по историческим образцам воcсоздаются фасады и декоративные элементы кинотеатра, при этом он становится современным районным центром культуры[5].
- № 7 — МФО ФСС РФ; ОАО Московский завод электромеханизмов

По чётной стороне:
- № 4 — в этом здании последовательно располагались: 1) Первомайский райисполком и районный комитет КПСС[6], 2) Департамент образования города Москвы, 3) Московский центр качества образования. В проектировании здания принимал участие архитектор Д. В. Алексеев[7].
- Памятник русскому гвардейцу Семёновского полка (2008)

## Транспорт
Станция метро  Семёновская
Трамваи 11, 12, 32, 36, 46
Автобусы 83, 141, 254, 469, 552, 604, 634, 702, 730, т22, н3